# Ratusz w Kościanie
Ratusz w Kościanie – kościański ratusz jest późnoklasycystyczną budowlą zbudowaną w połowie XIX wieku, na miejscu starszego gotyckiego ratusza z XV wieku. Budynek jest murowany z cegły, otynkowany, posiada boniowany parter. W centralnej części budynku wznosi się czworoboczna wieża zegarowa z iglicą zwieńczoną orłem. Fasada i elewacja tylna liczą po pięć okien, a elewacje boczne – trzy.